# GP2X Wiz
GP2X Wiz je nástupce herní konzole GP2X oznámený 26. srpna 2008 Stejně jako její předchůdce je založená na open source operačním systému Linux. Nástupcem Wiz je GP2X Caanoo.

## Specifikace
- Chipset: MagicEyes Pollux System-on-a-Chip
- Procesor: 533 MHz ARM9 s 3D akcelerátorem
- NAND Flash ROM: 1 GB
- RAM: SDRAM 64 MB
- Operační systém: založený na Linuxu
- Paměťová média: paměťová karta Secure Digital
- Propojení s PC: USB 2.0
- Napájení: 2000 mAh Lithium-Polymerová baterie
- Displej: rozlišení 320×240, úhlopříčka 2,8 palců, dotykový displej, technologie OLED
- Vstup na mikrofon
- Rozměry: 121 × 61 × 18 mm
- Hmotnost: 98 g (bez baterie), 136 g (s baterií)

## Podpora multimédií

### Video
- Video formáty: DivX, XviD, (MPEG4)
- Maximální rozlišení: 640×480
- Maximální Snímková frekvence: 30 fps
- Maximum Video Bitrate: 2500 kbit/s
- Maximum Audio Bitrate: 384 kbit/s
- Popisky: SMI

### Audio
- Audio formáty: MP3, Ogg Vorbis, WAV
- Kanály: Stereo
- Rozsah frekvencí: 20 Hz – 20 kHz
- Výkon: 100 mW

### Fotografie
- Podpora formátů JPG, PNG, GIF, BMP.

### Flash Player
Pro Wiz je naplánovaná podpora Flash Player 7 při uvedení.
S nejnovějším firmwarem je ale schopný i Flash Player 8.